# Andy Delmore
Andrew Delmore, dit Andy Delmore, (né le 26 décembre 1976 à Windsor dans la province de l'Ontario au Canada) est un joueur de hockey sur glace ayant évolué à la position de défenseur et devenu entraîneur.

## Carrière
Joueur jamais réclamé lors d'un repêchage de la Ligue nationale de hockey, Andy Delmore évolua durant quatre saisons dans la Ligue de hockey de l'Ontario avant de signer en tant qu'agent libre avec les Flyers de Philadelphie à l'été 1997.
Il rejoint alors leur club affilié de la Ligue américaine de hockey, les Phantoms de Philadelphie avec qui il reste deux saisons et demie avant de faire le saut avec les Flyers pour qui il évolue jusqu'en 2001. Le défenseur rejoint pour la saison suivante les Predators de Nashville avec qui il inscrit des records personnel au chapitre des points cumulés avec des saisons de 38 et 34 points.
Passant aux Sabres de Buffalo après ces deux saisons, il ne se voit utilisé que sporadiquement par les Sabres, ne prenant part qu'à 37 rencontres. Alors que la LNH connait un lock-out qui paralyse ses activités pour l'ensemble de la saison 2004-2005, Delmore en profite pour tenter l'aventure européenne, se joignant alors aux Adler Mannheim, club s'alignant dans la DEL, en Allemagne.
De retour en Amérique la saison suivante, il prend part à ces derniers matchs dans la grande ligue, disputant alors sept rencontres avec les Blue Jackets de Columbus. Il partage les deux saisons qui suivent entre trois équipes de la LAH avant de retourner en Allemagne, cette fois, avec les Hamburg Freezers. Après deux années avec les Freezers, Delmore retourne pour la saison 2009-2010 dans la LAH.
Le défenseur s'aligne par la suite avec un total de cinq équipes européennes en trois années avant de mettre un terme à sa carrière le 24 juillet 2013. Il ne reste cependant pas très longtemps à l'écart du jeu, puisqu'il accepte dès lors la proposition de rejoindre son ancien club junior de la LHO, le Sting de Sarnia en tant qu'entraîneur-adjoint.

## Statistiques
| Saison     | Équipe                   | Ligue          |     | Saison régulière | Saison régulière | Saison régulière | Saison régulière | Saison régulière |   | Séries éliminatoires | Séries éliminatoires | Séries éliminatoires | Séries éliminatoires | Séries éliminatoires |
| Saison     | Équipe                   | Ligue          | PJ  | B                | A                | Pts              | Pun              | PJ               | B | A                    | Pts                  | Pun                  |                      |                      |
| 1992-1993  | Micmacs de Chatham       | ONJB           | 47  | 4                | 21               | 25               | 38               | -                | - | -                    | -                    | -                    |                      |                      |
| 1993-1994  | Centennials de North Bay | LHO            | 45  | 2                | 7                | 9                | 33               | 17               | 0 | 0                    | 0                    | 2                    |                      |                      |
| 1994       | Centennials de North Bay | Coupe Memorial | -   | -                | -                | -                | -                | 3                | 0 | 0                    | 0                    | 0                    |                      |                      |
| 1994-1995  | Centennials de North Bay | LHO            | 40  | 2                | 14               | 16               | 21               | -                | - | -                    | -                    | -                    |                      |                      |
| 1994-1995  | Sting de Sarnia          | LHO            | 27  | 5                | 13               | 18               | 27               | 3                | 0 | 0                    | 0                    | 2                    |                      |                      |
| 1995-1996  | Sting de Sarnia          | LHO            | 64  | 21               | 38               | 59               | 45               | 10               | 3 | 7                    | 10                   | 2                    |                      |                      |
| 1996-1997  | Sting de Sarnia          | LHO            | 64  | 18               | 60               | 78               | 39               | 12               | 2 | 10                   | 12                   | 10                   |                      |                      |
| 1996-1997  | Canadiens de Fredericton | LAH            | 4   | 0                | 1                | 1                | 0                | -                | - | -                    | -                    | -                    |                      |                      |
| 1997-1998  | Phantoms de Philadelphie | LAH            | 73  | 9                | 30               | 39               | 46               | 18               | 4 | 4                    | 8                    | 21                   |                      |                      |
| 1998-1999  | Flyers de Philadelphie   | LNH            | 2   | 0                | 1                | 1                | 0                | -                | - | -                    | -                    | -                    |                      |                      |
| 1998-1999  | Phantoms de Philadelphie | LAH            | 70  | 5                | 18               | 23               | 51               | 15               | 1 | 4                    | 5                    | 6                    |                      |                      |
| 1999-2000  | Flyers de Philadelphie   | LNH            | 27  | 2                | 5                | 7                | 8                | 18               | 5 | 2                    | 7                    | 14                   |                      |                      |
| 1999-2000  | Phantoms de Philadelphie | LAH            | 39  | 12               | 14               | 26               | 31               | -                | - | -                    | -                    | -                    |                      |                      |
| 2000-2001  | Flyers de Philadelphie   | LNH            | 66  | 5                | 9                | 14               | 16               | 2                | 1 | 0                    | 1                    | 2                    |                      |                      |
| 2001-2002  | Predators de Nashville   | LNH            | 73  | 16               | 22               | 38               | 22               | -                | - | -                    | -                    | -                    |                      |                      |
| 2002-2003  | Predators de Nashville   | LNH            | 71  | 18               | 16               | 34               | 28               | -                | - | -                    | -                    | -                    |                      |                      |
| 2003-2004  | Sabres de Buffalo        | LNH            | 37  | 2                | 5                | 7                | 29               | -                | - | -                    | -                    | -                    |                      |                      |
| 2003-2004  | Americans de Rochester   | LAH            | 8   | 0                | 2                | 2                | 2                | -                | - | -                    | -                    | -                    |                      |                      |
| 2004-2005  | Adler Mannheim           | DEL            | 50  | 7                | 16               | 23               | 59               | 14               | 1 | 6                    | 7                    | 12                   |                      |                      |
| 2005-2006  | Blue Jackets de Columbus | LNH            | 7   | 0                | 0                | 0                | 2                | -                | - | -                    | -                    | -                    |                      |                      |
| 2005-2006  | Crunch de Syracuse       | LAH            | 66  | 17               | 55               | 72               | 46               | 6                | 0 | 1                    | 1                    | 19                   |                      |                      |
| 2006-2007  | Falcons de Springfield   | LAH            | 47  | 12               | 12               | 24               | 22               | -                | - | -                    | -                    | -                    |                      |                      |
| 2006-2007  | Wolves de Chicago        | LAH            | 28  | 5                | 11               | 16               | 10               | 15               | 0 | 6                    | 6                    | 2                    |                      |                      |
| 2007-2008  | Hamburg Freezers         | DEL            | 51  | 10               | 25               | 35               | 90               | 8                | 0 | 1                    | 1                    | 12                   |                      |                      |
| 2008-2009  | Hamburg Freezers         | DEL            | 52  | 9                | 22               | 31               | 70               | 9                | 1 | 3                    | 4                    | 8                    |                      |                      |
| 2009-2010  | Griffins de Grand Rapids | LAH            | 54  | 5                | 15               | 20               | 32               | -                | - | -                    | -                    | -                    |                      |                      |
| 2009-2010  | Heat d'Abbotsford        | LAH            | 9   | 1                | 3                | 4                | 4                | 5                | 0 | 3                    | 3                    | 0                    |                      |                      |
| 2010-2011  | Lørenskog IK             | GET ligaen     | 24  | 5                | 6                | 11               | 20               | 11               | 1 | 6                    | 7                    | 20                   |                      |                      |
| 2011-2012  | KHL Medveščak            | EBEL           | 12  | 1                | 1                | 2                | 14               | -                | - | -                    | -                    | -                    |                      |                      |
| 2011-2012  | AS Renon                 | Série A        | 23  | 7                | 16               | 23               | 16               | 5                | 1 | 4                    | 5                    | 0                    |                      |                      |
| 2012-2013  | Graz 99ers               | EBEL           | 18  | 2                | 7                | 9                | 42               | -                | - | -                    | -                    | -                    |                      |                      |
| 2012-2013  | AS Renon                 | Série A        | 16  | 3                | 11               | 14               | 4                | -                | - | -                    | -                    | -                    |                      |                      |
| 2012-2013  | HC Bolzano               | Série A        | 4   | 1                | 0                | 1                | 2                | 6                | 2 | 4                    | 6                    | 2                    |                      |                      |
| Totaux LNH | Totaux LNH               | Totaux LNH     | 283 | 43               | 58               | 101              | 105              | 20               | 6 | 2                    | 8                    | 16                   |                      |                      |

## Honneurs et trophées
- Ligue de hockey de l'Ontario
  - nommé dans la première équipe d'étoiles de la ligue en 1997.
- Ligue américaine de hockey
  - nommé dans la première équipe d'étoiles de la ligue en 2006.
  - Récipiendaire du trophée Eddie-Shore remis au défenseur par excellence de la ligue en 2006.

## Transactions en carrière
- 9 juin 1997 : signe à titre d'agent libre avec les Flyers de Philadelphie.
- 31 juillet 2001 : échangé par les Flyers aux Predators de Nashville en retour du choix de troisième ronde des Predators au repêchage de 2002 (choix échangé ultérieurement au Coyotes de Phoenix qui sélectionnèrent Joe Callahan).
- 27 juin 2003 : échangé par les Predators aux Sabres de Buffalo en retour du choix de troisième ronde des Sabres au repêchage de 2004 (choix échangé ultérieurement au Wild du Minnesota qui sélectionnèrent Clayton Stoner).
- 9 mars 2004 : échangé par les Sabres avec Curtis Brown aux Sharks de San José en retour de Jeff Jillson et du choix compensatoire de septième ronde des Sharks au repêchage de 2005 (les Sabres sélectionnèrent avec ce choix Andrew Orpik).
- 9 mars 2004 : échangé par les Sharks aux Bruins de Boston en retour de compensations future.
- 21 juillet 2004 : signe à titre d'agent libre avec les Adler Mannheim de la DEL.
- 16 août 2005 : signe à titre d'agent libre avec les Red Wings de Détroit.
- 4 octobre 2005 : réclamé au ballottage par les Blue Jackets de Columbus.
- 1er juillet 2006 : signe à titre d'agent libre avec le Lightning de Tampa Bay.
- 1er février 2007 : échangé par le Lightning avec Andre Deveaux aux Thrashers d'Atlanta en retour de Stephen Baby et Kyle Wanvig.
- 13 juin 2007 : signe à titre d'agent libre avec les Hamburg Freezers de la DEL.
- 28 juillet 2009 : signe à titre d'agent libre avec les Red Wings de Détroit.
- 3 mars 2010 : échangé par les Red Wings aux Flames de Calgary en retour de Riley Armstrong.
- 24 octobre 2010 : signe à titre d'agent libre avec le Lørenskog IK de la GET ligaen.
- 19 août 2011 : période d'essai réussi avec le KHL Medveščak de la EBEL.
- 7 décembre 2011 : signe à titre d'agent libre avec le AS Renon de la Série A.
- 16 mars 2012 : signe à titre d'agent libre avec le Graz 99ers de la EBEL.
- 30 novembre 2012 : signe à titre d'agent libre avec le AS Renon de la Série A.
- 25 janvier 2013 : libéré par le AS Renon.
- 26 janvier 2013 : signe à titre d'agent libre avec le HC Bolzano de la Série A.
- 24 juillet 2013 : annonce son retrait de la compétition et devient entraîneur-adjoint pour le Sting de Sarnia de la LHO.